# Nienke Helthuis
Nienke Helthuis (Almelo, 24 november 1997) is een Nederlandse youtuber.

## Carrière

### YouTube
Helthuis groeide op in Almelo en woont nog bij haar ouders. Ze studeert Media & Vormgeving en startte in 2016 startte haar eigen YouTube-kanaal, NiceNienke. Daarop plaatst ze vlogs over haar eigen leven. Helthuis heeft anno 2019 ruim drie miljoen abonnees, dit door haar grote populariteit in Brazilië.

### Televisie
In 2018 maakte Helthuis haar televisiedebuut als presentatrice voor het RTL 4-reisprogramma Welkom in dat ze samen met Xavier Rijsdijk presenteerde.